# Aerostat
Aerostat je šuplja letjelica od lagana materijala, ispunjena toplim zrakom ili plinom lakšim od zraka (najčešće helijem ili vodikom), što joj omogućuje da lebdi u zraku. Upravljivi aerostat (s motornim pogonom) naziva se zračni brod ili dirižabl; neupravljivi aerostat (bez pogona ili s pomoćnim motornim pogonom) naziva se balon.

## Uzgon u zraku
Arhimedov zakon ne vrijedi samo za tekućine, nego i za plinove. Svako fizikalno tijelo u zraku, odnosno u plinu, izgubi toliko na težini koliko je težak istisnuti zrak, odnosno plin. Arhimedov zakon za plinove glasi: "Svako tijelo u zraku ili u bilo kojem plinu postaje za onoliko lakše koliko važe istisnuti zrak, odnosno plin". Uzgon u zraku dolazi do izražaja kod tijela koja su razmjerno lagana obzirom na svoj obujam (volumen). Tako na primjer tijelo obujma 1 m3 dobiva uzgon od 12,93 N (tijelo težine 1,293 kilograma i obujma 1 m3 bi lebdilo u zraku), jer je tolika težina 1 m3 istisnutog zraka. Ako je težina tog tijela manja od uzgona, tijelo će se dizati. U većim visinama, gdje je zrak rjeđi, uzgon je manji zbog manje gustoće zraka.
Baloni i zračni brodovi (dirižabli) zovu se zajedničkim imenom aerostati. Njihovo se dizanje osniva na uzgonu u zraku. Baloni se grade od platna presvučenog kaučukom (ili nekim modernijim sintetskim materijalom), a ispunjeni su lakšim plinom od zraka. Obično su punjeni vodikom koji je 14 puta lakši od zraka, ali mu je nedostatak što je lako upaljiv. Zato se baloni po mogućnosti pune helijem koji nije zapaljiv. Balon je otvoren prema dolje da suvišak plina može izaći ako unutarnji tlak plina veći od vanjskog tlaka (atmosferski tlak), jer bi inače balon mogao prsnuti. Preko lopte prebačena je mreža užeta na kojima visi gondola za smještaj ljudi i tereta. Uzmemo li da je težina mreže, gondole i tereta G, a težina plina u balonu ρp ∙ V ∙ g, gdje je V - volumen balona, ρp - gustoća plina, a g - ubrzanje zemljine sile teže (oko 9,81 m/s2), onda je cjelokupna težina balona Gu:
{\displaystyle G_{u}=G+\rho _{p}\cdot V\cdot g}
Ako je gustoća zraka ρz, onda je uzgon balona ρz ∙ V ∙ g, to jest jednak je težini istisnutog zraka. Balon će se dizati ako mu je cjelokupna težina manja od uzgona, to jest ako je:
{\displaystyle G+\rho _{p}\cdot V\cdot g<\rho _{z}\cdot V\cdot g}
pa će sila koja će balon dizati uvis biti:
{\displaystyle F=\rho _{z}\cdot V\cdot g-(G+\rho _{p}\cdot V\cdot g)}
ili pojednostavljeno:
{\displaystyle F=V\cdot g\cdot (\rho _{z}-\rho _{p})-G}
pa se F naziva pogonska sila balona ili zračnog broda.

## Balon
Balon (franc. ballon < tal. pallone: lopta, dijalektalno ballone) je šuplja letjelica od lagana materijala, bez vlastita pogona (ili samo s pomoćnim motornim pogonom) i s ograničenom mogućnošću upravljanja (upravljivi balon s motornim pogonom naziva se zračni brod ili ponekad dirižabl). Ispunjen je plinom lakšim od okolnoga zraka, a to mu omogućuje lebdenje u Zemljinoj atmosferi. Plin se nalazi unutar nepropusna višeslojnog spremnika od balonskoga tekstilnog materijala, gume ili plastične folije, o kojem na mreži i užetima visi košara (gondola) za smještaj posade i opreme. Osim balona, koji je kao nosač mjernih instrumenata za ispitivanje nižih zračnih slojeva dugačkim čeličnim užetom vezan za tlo, baloni se mogu dizati, spuštati i letjeti nošeni zračnim strujama (takozvani slobodni baloni). Balon punjen plinom lakšim od zraka (vodik ili helij) diže se odbacivanjem nekorisna tereta (balasta), a spušta se ispuštanjem plina kroz ventil na vrhu spremnika. Drukčiji je balon koji se diže tako što se spremnik puni toplim zrakom, a to se postiže izgaranjem ukapljenog propana u gorionicima smještenima ispod donjeg otvora spremnika. Balon se održava u zraku povremenim paljenjem plamena, a spušta se hlađenjem zraka zbog prestanka zagrijavanja.

## Zračni brod
Zračni brod je upravljiva zračna letjelica lakša od zraka (aerostat) s vlastitim pogonom, kadšto se kaže i dirižabl. Čini ga tijelo aerodinamičkoga vretenasta oblika od tekstilne ili limene ovojnice, koja se isprva ispunjavala vodikom, a danas se puni helijem ili vrućim zrakom. Tijelo može biti s krutom potkonstrukcijom, koja mu daje stalan oblik bez obzira na okolne uvjete, ili bez takve konstrukcije, kada se oblik zadržava nadtlakom plina unutar tijela. Zračni brod opremljen je i motorom s propelerom, sustavom za upravljanje s aerodinamički oblikovanim pokretnim plohama, te gondolom s prostorom za posadu i putnike. Zračni brodovi pojavili su se potkraj 19. stoljeća kao prve upravljive zračne letjelice. U njihovu je razvoju bio ključan rad hrvatskog inženjera D. Schwarza, koji je 1896. konstruirao prvi zračni brod krute konstrukcije. Otkupivši Schwarzove nacrte, na temelju njegovih tehničkih rješenja svoje je letjelice gradio Ferdinand von Zeppelin, koji se nepravedno smatra ocem zračnih brodova krute konstrukcije, a koji se gdjekad nazivaju cepelinima. Nakon početnoga razdoblja primjene u vojništvu i zračnom prijevozu putnika, zaredale su katastrofe takvih brodova s ljudskim žrtvama (na primjer zračnoga broda Hindenburg, 1937.), pa se za te namjene dulje vrijeme nisu upotrebljavali. Danas se rabe u reklamne i turističke svrhe, katkad i za snimanja ili istraživanja iz zraka, prijevoz tereta, a istražuju se i druge mogućnosti njihove primjene.